# Мочаровка
Моча́ровка — село в Григориопольском районе непризнанной Приднестровской Молдавской Республики. Вместе с посёлком Карманово и сёлами Котовка и Федосеевка входит в состав Кармановского сельсовета.

## География
Село расположено на расстоянии 28 км от города Григориополь и 90 км от г. Кишинёв.
Мочаровка расположена на границе с Украиной, своей северо-восточной частью почти сливается с украинским селом Павловка.

## Население
По данным 2012 года, в селе Мочаровка проживало 120 человек.

## История
Село Мочаровка было основано в 1921 году на месте опустевшего немецкого хутора Кляйн-Нейдорф .
Мочаровка в административном подчинении сельского совета села Карманово, а в 1978 году переведено в сельский совет Маяка. Во время переписи 1979 года Мочаровка с населением 303 жителя была зарегистрирована в составе сельского совета села Карманово.
По данным переписи 1989 года, в Мочаровке проживало 193 человека.
В советский период в Мочаровке была организована полеводческая бригада совхоза-техникума  с правлением в селе Карманово. Здесь открылись восьмилетняя школа, клуб с киноустановкой, детский сад, магазин.